# Ağdam

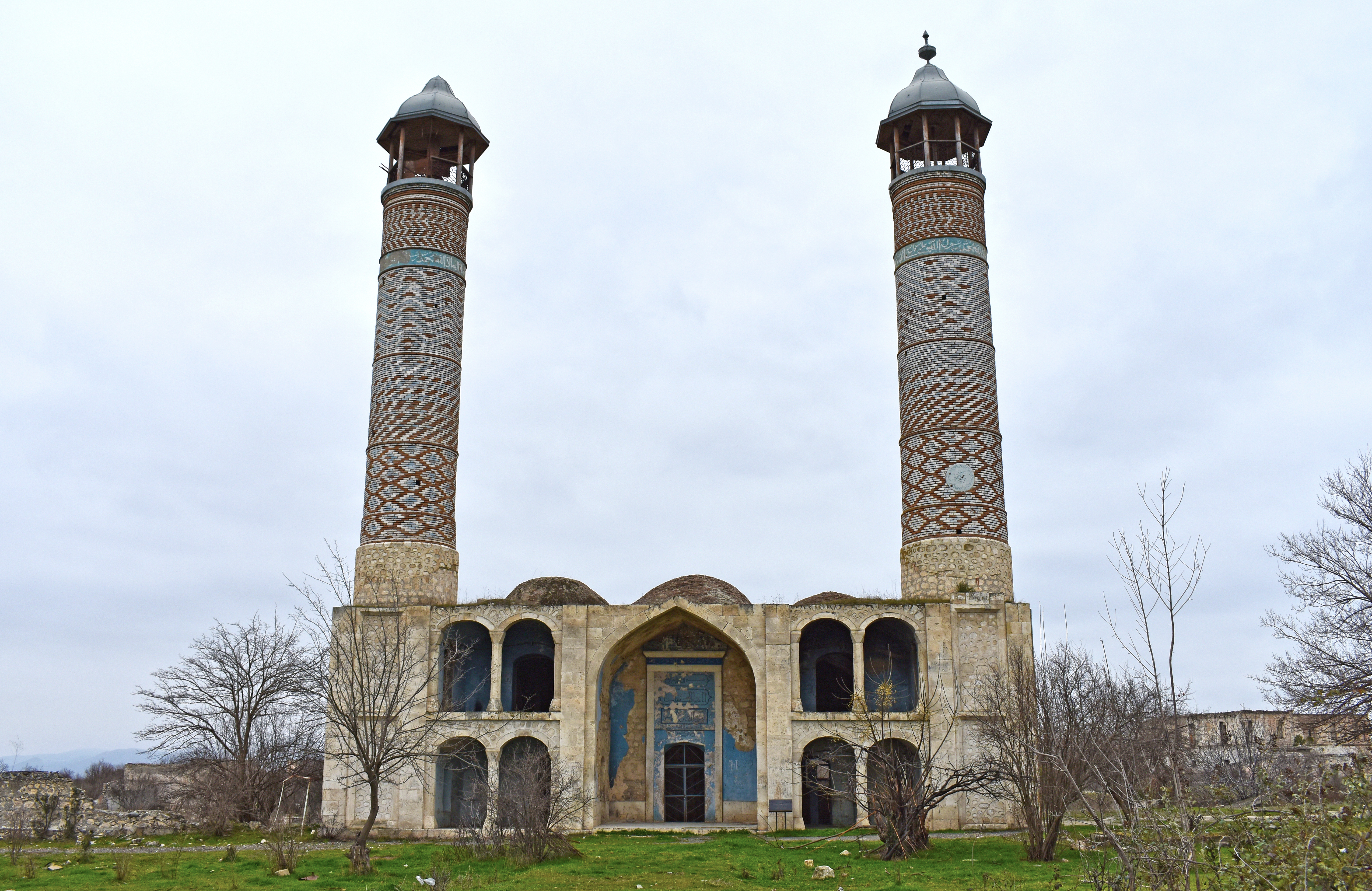
La Moschea del Venerdì, completata nel 1870, in una foto del 2018.

Ağdam (Aghdam; in armeno Աղդամ? – traslitterato: Aghdam; dal 2010 in armeno Ակնա? - traslitterato: Akna) è una città fantasma azera, e capoluogo de jure del distretto di Ağdam; è stata de facto sotto l'occupazione armena dal luglio 1993 al 20 novembre 2020.

## Storia
Aġdam fu fondata nel XVIII secolo ma ottenne lo status di città solo nel 1828. Il suo nome significa “Bianca Casa” da ağ (bianca) e dam (casa). All'epoca del conflitto contava sessantamila abitanti.

### Guerra del Nagorno-Karabakh
Fu conquistata dall'Esercito di difesa del Nagorno Karabakh il 24 luglio 1993: la città, anche per la sua vicinanza con Stepanakert, rappresentava un obiettivo strategico giacché da lì erano partite tutte le offensive azere ed erano stati sparati centinaia di razzi. Gli armeni approfittarono della lotta di potere in Azerbaigian (che indusse il colonnello azero Surat Huseynov a ritirarsi dal Karabakh ed a marciare verso Baku). Gli assalti cominciarono il 12 giugno e videro schierati contro circa seimila soldati per parte. Essa fu sottoposta ad un incessante bombardamento al termine del quale le truppe armene entrarono in una città ormai deserta, completamente abbandonata dalla popolazione residente e dalle truppe di difesa.

### Occupazione armena
Nel periodo successivo ai combattimenti, le forze armene hanno deciso di distruggere gran parte della città per prevenire la sua riconquista da parte dell'Azerbaigian. Dati i suoi precedenti abitanti ammontanti a 60 000, si può considerare la maggiore città fantasma del mondo. Nonostante il fatto che gli scontri avvenuti nel corso dell'invasione non si siano svolti in città, questa è stata praticamente distrutta: è rimasta in piedi la grande moschea sia pur in cattive condizioni.
Come mostrano le fotografie più recenti la città di fatto non esiste più, dopo essere stata messa a ferro e fuoco e nel tempo è stata sistematicamente depredata, divenendo una cava a cielo aperto per materiali edili. Oggi rimane quasi intatta solo la moschea e qualche scheletro di edificio diroccato. Il suo territorio costituisce un distretto della regione. L'accesso alle rovine di Ağdam era interdetto ai visitatori sprovvisti di un permesso speciale. Il 2 novembre 2010 il governo dell'autoproclamata Repubblica del Nagorno Karabakh decise di ribattezzare la città con il nome armeno di Akna, rimanendo comunque disabitata in quanto posta a pochi chilometri dalla linea di confine con l'Azerbaigian. Gli armeni avrebbero in passato usato questo edificio religioso come stalla per mucche e maiali restaurando, tuttavia, anche se solo parzialmente, la Moschea del Venerdì nel novembre 2010.

### Ritorno al controllo azero
Come parte di un accordo di cessate il fuoco che ha posto fine alla guerra dell'Artsakh del 2020, la città di Ağdam e il distretto circostante sono tornati al controllo azero entro la data concordata del 20 novembre 2020. Poco dopo il ritorno al controllo azero, è stata avviata una grande pulizia della città. Secondo l'Agenzia nazionale azera d'intervento sulle mine potrebbero essere necessari tra i 2 e i 5 anni affinché le persone possano tornare a vivere in città e che le ultime mine terrestri saranno rimosse entro 15 anni. Le autorità azere stimano che i danni per le aree riconquistate superino i 100 miliardi di dollari (84 miliardi di euro).

## Sport

### Calcio
Il Qarabag Agdam (o Futbol Klubu Qarabağ Ağdam) è la squadra principale del distretto e della città di Ağdam la quale si è qualificata alla fase a gironi della UEFA Champions League 2017-2018 e alla fase a gironi della UEFA Europa League 2018-2019. È pluricampione dell'Azerbaigian insieme alla storica rivale del Neftçi Baku. La squadra gioca le partite interne a Baku per via del conflitto perenne tra Armenia e Azerbaigian.